# Gösta Winbergh
 Gösta Winbergh (ur. 30 grudnia 1943 w Sztokholmie – zm. 18 marca 2002 w Wiedniu) — szwedzki tenor.

## Wczesne życie
Winbergh urodził się w Sztokholmie. W jego rodzinie nie było tradycji muzycznych. Kiedy w 1967 roku po raz pierwszy obejrzał przedstawienie operowe, był jeszcze inżynierem budownictwa. To doświadczenie tak go poruszyło, że postanowił poświęcić się karierze operowej. W związku z tym złożył podanie o przyjęcie do klasy śpiewu w Królewskiej Akademii Muzycznej w Szwecji. Uczył się w tej szkole w latach 1969-71. Zaczynał od śpiewania w Królewskiej Operze w Sztokholmie, a w latach 80. zaczął stopniowo zyskiwać międzynarodową sławę, występując gościnnie na scenach zagranicznych – w Kopenhadze, Aix-en-Provence, San Francisco, a w 1980 r. w Glyndebourne, gdzie śpiewał partię Belmonta. Później śpiewał kilkakrotnie w operze w Zurychu oraz w Metropolitan Opera w Nowym Jorku, w Don Giovannim Mozarta, w Lohengrinie Wagnera, w Rigoletcie Verdiego i w Turandot Pucciniego .
Przez pierwsze 20 lat swojej 30-letniej kariery Gösta Winbergh specjalizował się w operach Mozarta. Śpiewał partię Don Ottavia w Don Giovannim w MET, na Festiwalu w Salzburgu, w Houston i Chicago, Berlinie i Barcelonie. Śpiewał Ferranda w Così fan tutte w Teatrze Dworskim w Drottningholm i Tamina w Czarodziejskim flecie podczas debiutu w La Scali w Mediolanie. Inne partie Mozarta w jego repertuarze to Idomeneo, Mitrydates i Tytus.
Śpiewał także partie liryczne, takie jak Almaviva w Cyruliku sewilskim, Książę w Rigoletcie, Alfredo w Traviacie, Nemorino w Napoju miłosnym i Leński w Eugeniuszu Onieginie. Następnie w 1991 roku w Zurychu zaśpiewał swojego pierwszego Lohengrina, a potem przeszedł do cięższych ról, takich jak Cesarz w Kobiecie bez cienia, Don José w Carmen i Florestan w Fideliu .
W 1982 roku Winbergh zadebiutował w Chicago jako Ferrando, a także w Covent Garden w tytułowej roli La Clemenza di Tito. W następnym roku śpiewał tytułową rolę w operze Mitridate, re di Ponto na Festiwalu w Schwetzingen, a także zadebiutował w Metropolitan Opera jako Don Ottavio. W 1984 roku śpiewał partię Tamina w Salzburgu i Ferranda w Drottningholm, a także partię Admeta w Alceste Glucka w Genewie. W 1985 roku wystąpił jako solista w Mszy Koronacyjnej Mozarta w Watykanie przed papieżem. Zadebiutował w La Scali w 1985 r., śpiewając partię Tamina, a w 1990 r. powrócił tam, by zaśpiewać tytułową partię w Idomeneo, powtarzając tę rolę w Madrycie w roku następnym.

## Życie prywatne
Winbergh poślubił Elenę, z którą miał syna i córkę. Jego syn, Gunnar, jest najbardziej znany z roli Czarnego Sokoła w filmie Flyboys z 2006 roku.

## Śmierć
Winbergh doznał zawału serca i zmarł w 2002 roku w Wiedniu,  gdzie śpiewał w operze Fidelio. Aby uczcić jego pamięć i dorobek, po jego śmierci ustanowiono w Szwecji Nagrodę Gösty Winbergha (GWA); nagroda ta jest co roku wręczana młodym, ambitnym tenorom w konkursie wokalnym, który odbywa się na scenie operowej Confidencen w Królewskiej Posiadłości Ulriksdal (kilka mil od Sztokholmu ). Pierwsza nagroda wynosi 14.000 euro (15.355 dolarów amerykańskich), a druga nagroda wynosi 6.000 euro (6.580 dolarów amerykańskich).